# Katamari Damacy
Katamari Damacy (яп. 塊魂 Катамари Дамаси:) — компьютерная игра Кэйты Такахаси, изданная на игровой приставке PlayStation 2 компанией Namco. Релиз игры состоялся 18 марта 2004 в Японии, 12 августа 2004 в Южной Корее и 22 сентября 2004 в Северной Америке. Однако игра так и не была издана в Европе и Австралии. В 2018 году игра была переиздана под названием Katamari Damacy REROLL для Nintendo Switch и Windows с использованием игрового движка Unity.
В основе сюжета игры лежит данное маленькому принцу поручение отстроить заново случайно уничтоженные его отцом звёзды, созвездия и Луну. Эта цель достигается перекатыванием магического клейкого шара, называемого «катамари» (яп. 塊), по различной местности, собирая всё бо́льшие и бо́льшие по размеру объекты, в пределах от чертёжных кнопок до школьников и гор — до тех пор, пока шар из объектов не станет достаточно большим, чтобы стать звездой. Жанр игры попадает под определение логической игры и экшена, так как для выполнения задания требуется как продумывание некоторой стратегии, так и определённая ловкость.
История, персонажи и окружающая обстановка Katamari Damacy причудливы и стилизованы, они редко пытаются хоть как-то походить на реализм. Простое управление и красочное оформление игры создаёт впечатление, что она предназначена для молодой аудитории, но на практике необычный юмор, сюрреалистическое оформление и новаторский геймплей привлекают внимание игроков всех возрастов.

## Название
На японском, 塊 (катамари) означает «глыба», а дамаси является рэндаку-формой 魂 (тамаси) и означает «душа» или «дух». Поэтому образованное слово приблизительно переводится как «дух глыбы» (на тот же лад, что и «командный дух»). Два иероглифа кандзи, из которых образовано название игры, выглядят почти идентично (обладают общим правым ключом) в стиле визуальной аллитерации. Название игры официально транслитерируется на латиницу как Katamari Damacy.
Согласно альтернативной гипотезе, название игры может быть переведено как «дух накатывания», так как сходное по звучанию 固まる (катамару) означает «складывать что-либо» (как «лепить снежок»). К сожалению поклонников, создатель игры Кэйта Такахаси так и не открыл тайну происхождения названия игры. В интервью японскому сайту «Dengeki Online» на вопрос о происхождении названия он ответил: «Оно [название] просто внезапно всплыло в моей голове, и сейчас оно таково, каким было с самого начала».

## Сюжет
Сюжетная линия Katamari Damacy очень проста, всего с несколькими ответвлениями от единственной цели, заданной в начале игры. Несмотря на то, что показываемые время от времени видеоролики раскрывают сюжетную линию, большинство диалогов в игре представляют собой назидательные речи Короля Всего Космоса (англ. King of All Cosmos), в которых делается больший акцент на советы и юмористические комментарии, нежели на прямое развитие сюжетной линии. Вся речь героев приводится в текстовом виде на всплывающих плашках, по типу комиксов. Сюжетная линия не объясняет множества особенностей и странностей игры. Эти необычные характеристики напоминают ранние годы компьютерного гейминга; Katamari Damacy по типу игровой философии похожа на ранние игры Spindizzy, Pac-Man или Jet Set Willy (в последней схож сюжетный приём), в которых из-за ограничений памяти предысторией и сюжетом игры пренебрегали в пользу игрового процесса.

Король Всего Космоса, слева — Королева, справа — Принц

Король Всего Космоса случайно уничтожает все звёзды во время попойки. В оригинальной японской версии игры явно даётся понять, что он был пьян, но в американской версии упоминается только то, что он затрудняется вспомнить, что с ним произошло. Он посылает своего сына, Принца (рост которого всего пять сантиметров), на Землю, чтобы собрать материал для восстановления галактики.
Чтобы собрать этот материал, Принцу даётся катамари, магический шар, к которому прилипает любой коснувшийся его объект, по размерам не превышающий шар (вместе с уже собранным). Принц перекатывает катамари по различной местности, стремясь сделать его достаточно большим, чтобы собранное могло послужить заменой для звезды. Изначально катамари может прицеплять к себе только мелкие предметы, например, муравьёв, монетки или чертёжные кнопки. По мере собирания каркаса из предметов, размер катамари увеличивается, что позволяет прицеплять всё бо́льшие по размеру предметы, такие как: фрукты, упаковки из-под молока, маленькие животные, дети, машины, дома, стадионы, небоскрёбы, радуги, облака, кашалоты. Единственный объект, который не прилепляется к катамари, это тот, кто его катает.
Дополнительно развиваемая в игре смежная история событий показывает, как выполнение миссий влияет на жителей Земли. Об этом становится известно из следующих за каждым уровнем видеороликов, которые показывают жизнь семьи Хосино. Внимание семьи сосредоточено на событиях, развивающихся вокруг главы семейства Томио, который, будучи космонавтом, отправился на Луну. В итоге экспедиция Томио отменяется из-за отсутствия Луны. В финальной миссии игры «Создание Луны» требуется скатать ком из большинства объектов Земли, включая злополучную семью, ракету Томио и остров, на котором она находится. После этого реконструкция Луны завершается, и в финальном видеоролике вся семья показана уже на Луне.

## Игровой процесс

Режим «сделать звезду» в Katamari Damacy.

Katamari Damacy — серьёзное отступление от традиционных жанров видеоигр. Игра отличается от большинства игр в приключенческом жанре и от компьютерных ролевых игр тем, что в ней нет кнопки атаки, игровых боссов и постепенно приобретаемых специальных движений. Однако, игра не попадает только в жанр логических, вроде Тетриса, так как в ней имеются диалоги, определённый сюжет и исследуемый мир, а не только абстрактная головоломка.
В игре невозможен «game over», но, если не уложиться в заявленные временные рамки, можно провалить миссию. Единственная постижимая опасность во время непосредственного игрового процесса исходит от двигающихся предметов и бегающих животных, в том случае, если они ещё слишком велики, чтобы быть «накрученными»; в худшем случае, при столкновении с ними, некоторые предметы просто отцепляются от катамари. Вызовом в игре являются ограничения во времени и опциональные задания, которые поощряют играть тот же самый уровень неоднократно, чтобы получить лучшие результаты. Пройти уровень с небольшим счётом очень легко, что делает «Katamari Damacy» чрезвычайно короткой игрой для тех, кто сосредоточен только на завершении уровней, а не на улучшении результатов.
Стиль оформления игры характеризуется бо́льшим стремлением к упрощению, нежели к реализму; из-за экономичного использования полигонов графика выглядит местами угловатой. Видеоролики оформлены похожим образом, всё изображается состоящим из простых фигур и напоминает детали конструктора Lego. Благодаря низкой детализации объектов, бо́льшее количество предметов может находиться на экране. Это также касается предметов, присоединённых к катамари, которые обрабатываются графическим движком как один объект, что исключает «торможение» игры.

### Управление
Управление катамари осуществляется сразу двумя аналоговыми джойстиками на манер классической аркады Battlezone. Принц «накатывает» катамари на маленькие предметы, которые прицепляются и увеличивают размер катамари, что позволяет прицеплять ещё бо́льшие объекты.
Сложность в прицеплении объектов не связана напрямую с массой или объёмом; каждый объект обладает определённым пороговым значением, только при превышении которого катамари может прицепить этот объект. Пороговые значения определяются не размером или весом объекта, а зависят от объёма ограничивающего его прямоугольника, невидимого куба, в который вписан объект. Иногда это противоречит здравому смыслу, например, открытый пляжный зонт сложнее прицепить, чем маленький автомобиль. Вытянутые, узкие предметы, такие, как карандаши, ограждения, фонарные столбы, с лёгкостью «накручиваются», даже если длина объекта значительно превышает диаметр катамари. Это может сделать вращение неуклюжим, поскольку высовывающийся из катамари объект будет приподнимать ком над поверхностью земли. Подобный дисбаланс исправляется путём прицепления новых предметов.
Когда катамари дорастает до определённых размеров, изменяемых от уровня к уровню по мере их достижения, изображение на экране расплывается на несколько секунд, и незначительно изменяется игровой процесс. Мир и его объекты становятся меньше относительно катамари, тем самым упрощая собирание объектов, но также уменьшая эффект влияния на размер катамари. Объекты, которые уменьшились настолько, что уже не могут влиять на размер катамари, просто исчезают из мира.

### Игровые режимы

Многопользовательская игра Katamari Damacy.

В режиме однопользовательской игры в Katamari Damacy имеется три типа игры: «сделать звезду», «созвездие» и «беспрерывный».
В типе игры «сделать звезду» уровень ограничивается во времени (в минутах), и обозначаются условия выполнения задания (в сантиметрах или метрах). Катамари должно дорасти до заявленного в условии размера прежде, чем закончится время. Вне зависимости от успешности игрока, игра продолжается до истечения времени. По истечении времени, если заданные условия выполняются, то катамари вместе с предметами, прицепленными к нему, становится новой звездой. Чем больше катамари, тем больше звезда в небе. Заключительный уровень — «сделать Луну» — проходится таким же образом. Игрок награждается за достижение заявленного размера за очень короткие сроки или если делает катамари размера, значительно превышающего необходимый.
В дополнение к главным заданиям уровня, можно получить призы. 15 призов от Короля Всего Космоса спрятаны в различных уровнях игры. Если приз «накручивается» на катамари и доносится до успешного завершения уровня, то принц награждается аксессуаром, которым он может быть экипирован. Среди таких призов — фотокамера, с помощью которой можно делать снимки экрана в процессе игры; остальные представляют собой украшения.
В типе игры «созвездие» задание обычно определённым образом связано с названием созвездия. В большинстве таких уровней необходимо собирать как можно больше тематических предметов. К примеру, чтобы реконструировать созвездие Рака, катамари должно состоять из крабов. Для реконструкции созвездия Девы необходимы человеческие особи женского пола, от школьниц до пожилых; их изображения в виде кукол и статуй тоже считаются. Для созвездия Рыб игрок должен собирать рыбу; для созвездия Близнецы игрок должен собирать идентичные пары объектов. Обычно нужные объекты распределены по уровню вперемешку со всеми другими предметами. По истечении времени, Король Всего Космоса оценивает количество собранных тематических предметов по отношению к числу этих предметов, имеющихся на уровне. Чем больше в процентном отношении собранная часть, тем ярче реконструированное созвездие.
Тип игры «созвездие» имеет также другие задания. Чтобы реконструировать созвездие Большой Медведицы игрок должен найти и прицепить самого большого медведя (настоящего или нет). Ограничений по времени не имеется, уровень заканчивается, когда игрок подберёт подходящий предмет. Игрок должен держать катамари подальше от маленьких медведей, пока оно не увеличится, чтобы прицепить большого медведя. Созвездие Тельца имеет те же условия применительно к нахождению большой коровы. В большинстве уровней по созданию созвездий необходимый объект определён лишь приблизительно, засчитываются объекты, которые только его напоминают. Например: человек в костюме медведя засчитывается на уровне по реконструкции созвездия Большой Медведицы; любые предметы (даже коробки), на которых изображены коровы, засчитываются при создании созвездия Тельца.
При реконструкции Полярной звезды, которая в игре относится к созвездиям, игроку необходимо, при отсутствии индикатора размера, собрать катамари диаметром ровно 10 метров. Небольшая погрешность допустима, поскольку результат измеряется с точностью до сантиметра, а не миллиметра.
В «беспрерывных» уровнях отсутствует задание и ограничение во времени.
Игрок может скитаться по уровню, увеличиваться всё больше и больше, пока сам не решит закончить игру. В игре имеется только три «беспрерывных» уровня, которые могут быть открыты, если собрать катамари размером в два раза больше, чем необходимый, на уровнях «Сделать звезду 4», «Сделать звезду 8» и «Сделать Луну». Беспрерывные уровни похожи на стандартные версии этих трёх уровней; по завершении уровня в небе создаются отдельные пятиконечные звёзды вместо округлых звёзд, создаваемых в типе «создать звезду».
В Katamari Damacy имеется режим для двух игроков. Игрок может выбрать Принца или одного из его родственников в качестве своего протагониста. Экран разделяется вертикально — первый игрок слева, второй игрок справа. Оба игрока соревнуются одновременно на маленькой арене за то, чтобы собрать больше объектов в течение трёх минут. Игровое поле периодически пополняется новыми объектами. Кроме того, если один игрок существенно ведёт, он может прицепить даже катамари противника вместе с самим противником.

### Игровые пространства
Действие игры происходит на трёх типах игровых пространств, каждое из которых используется в разных миссиях. В некоторых миссиях доступны только части других местностей, но в других миссиях все эти местности можно полностью разведать. Несмотря на то, что все три местности обладают одной конструкцией, расположение объектов, которые могут быть «накручены» на катамари, различаются в различных миссиях.
- Дом — игровое пространство, в котором происходит действие на начальных уровнях игры с величиной катамари, не превышающей 1,3 метра. Это небольшой традиционный японский дом с кухней, обеденной комнатой, спальней, коридором («генкан»), ванной и маленьким двором. Также имеется несколько улиц и ближайшие соседские дома. Крыша дома доступна, но добраться до неё очень сложно.
- Город — место, где происходит действие на уровнях игры с катамари размером в пределах от 90 сантиметров до 25,5 метров. Верхний район города плотно застроен домами, теснящимися вокруг маленького парка. В центре парка находится песочница, а внизу горы — район с большим количеством магазинов, а также парк с озером. В нижнем районе города имеется река, рядом с которой располагаются грядки. В области вокруг озера находится ещё больше грядок, а также бейсбольная площадка.
- Мир — самое большое игровое пространство в игре. Эта местность используется для катамари величиной приблизительно от трёх метров до 950 метров. Мир включает в себя многие мегаполисы и острова. Катамари начинает в маленьком парке, но обычно быстро вырастает для этой местности.

## Критика
| Сводный рейтинг    | Сводный рейтинг                  |
| Агрегатор          | Оценка                           |
| ------------------ | -------------------------------- |
| GameRankings       | - PS2: 85,73 % - Switch: 87,69 % |
| Metacritic         | 86/100                           |
| Иноязычные издания |                                  |
| Издание            | Оценка                           |
| 1UP.com            | A                                |
| Edge               | 8/10                             |
| Eurogamer          | 9/10                             |
| Famitsu            | 31/40                            |
| Game Informer      | 8/10                             |
| GamePro            | [ 15 ]                           |
| GameRevolution     | A−                               |
| GameSpot           | 8,7/10                           |
| GameSpy            | [ 17 ]                           |
| GameZone           | 9,2/10                           |
| IGN                | 9/10                             |
| OPM                | [ 19 ]                           |

Katamari Damacy — нетипичная игра, поэтому изначально создатели не надеялись на высокий спрос. Несмотря на это, в Японии игра имела средний успех, с 155 869 проданными экземплярами в 2004 году, во многом благодаря низкой цене в 4725 иен (примерно две трети от стоимости обычной игры для PS2). По сообщению Namco, «твёрдый спрос» на игру в Азии появился в ежегодных отчётах о продажах только в 2005 году.
Katamari Damacy в США впервые была показана на симпозиуме, посвящённом экспериментальным игровым процессам, на Game Developers Conferenceв марте 2004 года. Компания Namco решила издать Katamari Damacy в США из-за популярности игры на выставках. Кроме того, чтобы стимулировать продажи, цена игры была установлена в 20 долларов, то есть менее чем в половину от стандартной цены на новую игру. Игра получила положительные отзывы от профессиональных обозревателей, была упомянута и похвалена на «TechTV», а также ей была посвящена боковая колонка новостей в номере журнала «Time» за 23 мая. «Time» продолжил свои положительные отзывы о Katamari Damacy, назвав её в специальном тематическом выпуске за 22 ноября, посвящённом лучшим играм года, «самым необычным и оригинальным игровым хитом на PlayStation 2».
Большинство розничных торговцев недооценили спрос на такую причудливую игру, купив только несколько экземпляров этого спящего хита; игра быстрыми темпами была распродана на многих мировых рынках; в Северной Америке было продано более 120 000 экземпляров.
Katamari Damacy получила призовое золото на церемонии награждения «Japanese Industrial Design Promotion» в 2004 году и стала первой видеоигрой, получившей такую награду. Она также была награждена за превосходный игровой дизайн на Game Developers Choice Awards 2004 года, а «G4techTV2» наградил Katamari Damacy наградой за лучшие инновации.
Несмотря на то, что игра заслужила положительные оценки многих обозревателей, она также получила свою долю критики. Игру критикуют за короткую продолжительность и однообразный игровой процесс — её можно пройти менее чем за десять часов. Однако вместе с тем критики отмечают, что удобное управление, отличный саундтрек и необычный юмор отлично скрашивают эти недостатки.
Оригинальная игра не была издана на PAL-территориях, таких как Европа и Австралия, из-за того что издатели посчитали игру слишком «причудливой» для подобных рынков. Однако, компания Electronic Arts решила издать в Европе её сиквел «We Love Katamari».
Есть предположения, что Katamari — сатира на рекламу и консюмеризм: пафосные задания наподобие «собрать звезду» сводятся к присваиванию всё большего и большего количества вещей.

## Звуковое сопровождение
Музыка в Katamari Damacy признана впечатляющей и оригинальной. Игра Katamari Damacy получила от GameSpot и IGN в 2004 году награду за лучшее музыкальное сопровождение.
Саундтрек был издан в Японии под названием «Katamari Fortissimo Damashii». Эта эклектическая композиция включает элементы традиционной музыки для видеоигр, а также мотивы джаза и самбы. Большинство треков написано Ю Миякэ, а вокальные композиции исполнены популярной J-Pop певицей Юи Асака из телесериала «Sukeban Deka 3». Текст песен и исполнение одной из них принадлежит Чарли Косэи (композитора саундтрека для аниме «Lupin III»), в создании песен также принимали участие Нобуэ Мацубара и Адо Мидзумори.